# Der Seekadett (1926)
Der Seekadett ist ein deutsches Stummfilm-Seedrama aus dem Jahre 1926 von Carl Boese mit Walter Slezak in der Titelrolle.

## Handlung
Im Kriegsjahr 1916 fiel der alte Admiral Karsten bei der Seeschlacht am Skagerrak. Zehn Jahre darauf will auch sein Sohn Heinz, der Familientradition folgend, unbedingt zur See fahren, sehr zum Verdruss seiner Mutter. Sie bittet den Kommandanten des Kreuzers „Elsaß“, auf dem Heinz seinen Dienst verrichten wird, auf den Junior, das einzige Kind, das ihr geblieben ist, ein waches Auge zu haben. Während Heinz Karsten an Bord eilt, um bei Sturmwarnung andere Seeleute in größter Not retten zu helfen, lässt er seine Liebste, Lisa Holm, die er demnächst heiraten wollte, an Land zurück. Ebenfalls an Bord befindet sich der junge Fred, ein Freund von Heinz. 
Schon bald wird die Rettungsmission zu einer großen Herausforderung für die „Elsaß“ und ihre Besatzung. Wagemutig stürzt sich Heinz in seine gefährliche Aufgabe, die ihn ebenfalls ausgerechnet zum Skagerrak führt. Hier tobt ein heftiger Sturm. Ein Dampfer in Not wird gesichtet, und sogleich bitten Heinz und Fred ihren Kapitän, direkt an der Rettungsmission teilhaben zu dürfen. Bei einer Explosion wird Heinz so schwer verletzt, dass er in den Armen seines Freundes stirbt. Vorher aber noch wird ihm, quasi zur Beruhigung, noch von der „Heldentat“ seines Vaters erzählt, der am selben Ort vor einem Jahrzehnt fiel. Daheim muss nun die Mutter auch den Tod ihres Sohnes beweinen …

## Produktionsnotizen
Der Seekadett entstand im Juli und August 1926 im Terra-Glashaus, passierte die Filmzensur am 4. September desselben Jahres und wurde noch im selben Monat im Primus-Palast uraufgeführt. Der mit Jugendverbot belegte Sechsakter besaß eine Länge von 1803 Meter. In Österreich lief der Streifen 1927 unter dem Titel Seemannsblut, in der Provinz bisweilen auch unter Ihr einziger Sohn, an.
Karl Görge gestaltete die Filmbauten.

## Kritiken
Paimann’s Filmlisten resümierte: „Das Alpha und das Omega dieses Films ist die Sterbeszene, die Beerdigung und der Schmerz der Mutter, zu welchen erschütternden Szenen alles Übrige  mehr oder weniger nur die Exposition darstellt. Worauf es hier ankommt, den Beschauer zu erschüttern, ist restlos gelungen. Die recht gute Darstellung, schöne Meeresbilder, kontinuierliche Regie und saubere Photos, alles ehrliches Handwerk im Dienste des vorerwähnten Endzweckes. Kein Kunstwerk, aber ein zielbewußter und zweifellos erfolgreicher Publikumsfilm.“
Die Salzburger Chronik resümierte: „In dem Film „Seemannsblut“ wechseln rührende und heitere Szenen in angenehmer Weise ab. Die Mutterliebe kommt durch die künstlerische Darstellung von Eva Speyer ergreifend zum Ausdruck, während Walter Slezak den Sohn prächtig wiedergibt.“
Die Villacher Zeitung schwärmte: „Ein wahrhaft erschütterndes Seemannsdrama. Ein Schicksal treuester Pflichterfüllung und edelster Menschlichkeit. Wunderschöne Meeresbilder und eine erstklassige Darstellung machen den Film zu einem Schlager von größter Wirkung.“